# Roberto Cecon
Pour les articles homonymes, voir Cecon.
Roberto Cecon, né le 28 décembre 1971 à Gemona, est un sauteur à ski italien. Après sa carrière internationale, il devient entraîneur de l'équipe nationale italienne de saut à ski.

## Biographie
C'est à l'âge de six ans qu'il a commencé le saut à ski. Dix ans plus tard, il fait ses débuts en Coupe du monde. En 1989, il est sélectionné pour les Championnats du monde à Lahti, se classant neuvième au petit tremplin.
Tout d'abord adepte du style parallèle, il est l'un des premiers à maîtriser le passage au style en V ce qu'il lui permet de décrocher deux succès lors de la saison 1990.
Spécialiste de vol à ski, il remporte deux médailles de bronze lors des Championnats du monde de la spécialité en 1992 et 1994. Sa carrière atteint son zénith pendant la saison 1994-1995, au cours de laquelle il accroche trois victoires de plus à son palmarès et termine second au classement général derrière Andreas Goldberger.
Au cours des saisons suivantes, ses performances sont plus mitigées et ce n'est qu'au crépuscule de sa carrière qu'il réapparaît aux avant-postes en remportant un concours lors du Grand Prix d'été 2001.
Durant sa carrière, il prend part à quatre éditions des Jeux olympiques entre 1992 et 2002, obtenant son meilleur résultat individuel en 1994 avec le 16e rang au grand tremplin.
Retraité à l'issue de la saison 2003, à Planica, où il établit un nouveau record d'Italie, il a alors été entraîneur de l'équipe italienne.
Son frère Andrea et son fils Federico sont aussi sauteurs à ski.

## Palmarès

### Jeux olympiques
| Épreuve / Édition | Albertville 1992 | Lillehammer 1994 | Nagano 1998 | Salt Lake City 2002 |
| Petit tremplin    | 37e              | 19e              | 32e         | 19e                 |
| Grand tremplin    | 32e              | 16e              | 22e         | 19e                 |

### Championnats du monde
| Épreuve / Édition | \|Lahti 1989 | Val di Fiemme 1991 | Falun 1993 | Thunder Bay 1995 | Trondheim 1997 | Ramsau 1999 | Lahti 2001 | Val di Fiemme 2003 |
| Petit tremplin    | 9e           | 54e                | 15e        | 37e              | 35e            | 36e         | 39e        | 23e                |
| Grand tremplin    | 11e          | 32e                | 14e        | 8e               | 33e            | 21e         | 18e        | 26e                |
| Par équipes       |              |                    |            |                  |                |             |            | 10e                |

### Championnats du monde de vol à ski
| Épreuve / Édition | Vikersund 1990 | Harrachov 1992 | Planica 1994 | Kulm 1996 | Oberstdorf 1998 | Vikersund 2000 | Harrachov 2002 |
| Individuel        | 10e            | Bronze         | Bronze       | 28e       | 23e             | 14e            | 6e             |

### Coupe du monde
- Meilleur classement général : 2e en 1995.
- 3e du classement de vol à ski en 1994 et 1995.
- 17 podiums individuels : 6 victoires, 3 deuxièmes places et 8 troisièmes places.

#### Victoires individuelles
| Année | Lieu                                     |
| 1990  | Predazzo (Italie), Planica (Yougoslavie) |
| 1994  | Oernskoeldsvik (Suède)                   |
| 1995  | Engelberg x2 (Suisse), Falun (Suède)     |

#### Classements généraux
| Compet'/Année | Compet'/Année | Classement général | Classement général |
| ------------- | ------------- | ------------------ | ------------------ |
| Compet'/Année | Compet'/Année | Class.             | Points             |
| 1988          | 1988          | 52e                | 10                 |
| 1989          | 1989          | 13e                | 58                 |
| 1990          | 1990          | 17e                | 58                 |
| 1991          | 1991          | 41e                | 13                 |
| 1992          | 1992          | 25e                | 32                 |
| 1993          | 1993          | 39e                | 11                 |
| 1994          | 1994          | 5e                 | 710                |
| 1995          | 1995          | 2e                 | 935                |
| 1996          | 1996          | 45e                | 90                 |
| 1997          | 1997          | 43e                | 89                 |
| 1998          | 1998          | 30e                | 199                |
| 1999          | 1999          | 30e                | 169                |
| 2000          | 2000          | 23e                | 236                |
| 2001          | 2001          | 27e                | 159                |
| 2002          | 2002          | 17e                | 299                |
| 2003          | 2003          | 31e                | 183                |

### Championnats du monde junior
- Médaille d'argent en 1990.